# Сан Биаджо дела Чима
Сан Биа̀джо дела Чѝма (на италиански: San Biagio della Cima; на лигурски: San Giàixu, Сан Джайжу) е село и община в Северна Италия, провинция Империя, регион Лигурия. Разположено е на 100 m надморска височина. Населението на общината е 1279 души (към 2011 г.).